# DINFIA IA 38
DINFIA IA 38 ナランヘロ
- 用途：輸送機
- 設計者：ライマール・ホルテン
- 製造者：DINFIA（DINFIA）
- 運用者：アルゼンチン空軍
- 初飛行：1960年12月9日
- 生産数：1機
- 運用状況：試作のみ

DINFIA IA 38 ナランヘロ（Naranjero）は、1960年代のアルゼンチンでライマール・ホルテン（Reimar Horten）指導の下ナチス・ドイツのホルテン Ho VIIIプロジェクトを基礎にしてDINFIAで製造された4発の全翼輸送機の実験機である。

## 開発

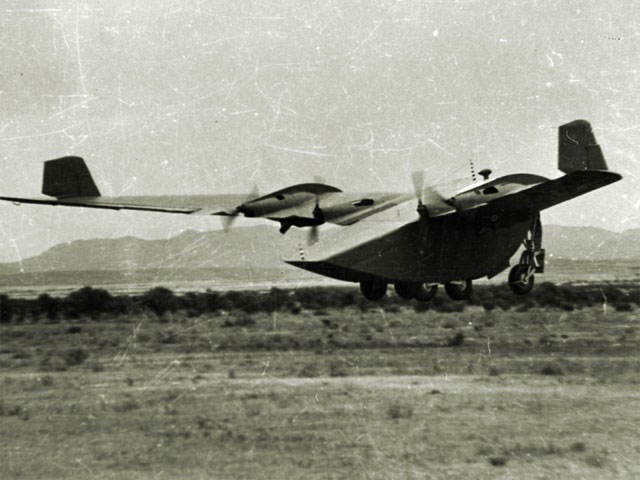
離陸滑走中のIA 38

IA 38は、ライマール・ホルテンの研究を基礎にした無尾翼の実験的な貨物輸送機である。本機は胴体が翼部構造に組み込まれた全金属、肩翼配置の単葉後退翼機であり、尾翼を持たずに上下方向をコントロールする動翼は主翼の先端近くにあった。
降着装置は引き込み式の首輪式で、主翼に装着した4基のIA 16 El ガウチョ星型エンジンで主翼後縁の推進式プロペラを駆動していた。
2名分の操縦席は主翼の前縁に位置し、主翼とその下に配置された貨物室には後部の貨物ドアを使用して6,100kg (13,448lb)が搭載可能であった。試作機は1959年に完成していたが、エンジンの冷却系の問題で初飛行は1960年12月9日に行われた。開発プロジェクトはこの後間もなくキャンセルされた。

## 要目
出典：Jane's All The World's Aircraft 1961–62
- 乗員：2名
- 全長：13.50 m (44 ft 3½ in)
- 全幅：32.00 m (105 ft)
- 全高：4.60 m (15 ft 1 in)
- 翼面積：133.00 m² (1,431.65 ft²)
- 空虚重量：8,500 kg (18,739 lb)
- 全備重量：16,000 kg (35,274 lb)
- エンジン：4 × IA 16 エル・ガウチョ（英語版） 星型 450 hp (336 kW)
- 最大速度：252 km/h (157 mph)
- 巡航速度：215 km/h (134 mph)
- 実用上昇限度：4,500 m (14,765 ft)
- 航続距離：1,250 km (777 miles)